# 石沢綾子
石沢 綾子（いしざわ あやこ、1985年8月21日 - ）は、山形県出身のフリーアナウンサー。VOICE所属。
元北海道テレビ放送（HTB）アナウンサー。

## 略歴・人物
山形県山形市出身。血液型B型。身長165cm。靴のサイズ24.0cm。趣味は音楽鑑賞、読書、茶道。特技は、スキー（「基礎スキー」）剣道（二段）。視力が悪いため、コンタクトレンズを使用している。
山形県立山形西高等学校、早稲田大学第一文学部社会学専修卒業。『水曜どうでしょう』を見たことがきっかけで、大学卒業後の2008年に北海道テレビ放送入社。テレビ朝日で同期の国井美佐と共に研修を受けた。同年7月5日に放送された天気予報で初鳴き（番組デビュー）。同年9月8日〜10日吉田理恵に代わり『おは天』を、森さやかに代わり9月18、19日『イチオシ!』のキャスターを担当した。
HTBでは、2011年3月28日に『イチオシ!モーニング（2018年9月18日からは『イチモニ!』）』の放送開始を機に、同僚の林和人 とともに同番組の平日版メインキャスターを務めた。
2012年3月3日公開の『映画ドラえもん のび太と奇跡の島 〜アニマル アドベンチャー〜』では、のんびりちゃん役を演じた。アフレコで何度も何度もテイクを重ね、14回目でようやく OK をもらい本人は「これがもうむずかしくって」とブログで述べている。
2012年10月8日放送の『クイズプレゼンバラエティー Qさま!! プレッシャーSTUDY秋の3時間SP 日本勉強選手権2012』（HTBのキー局・テレビ朝日制作）に北海道・東北出身インテリ軍団として出演。同年11月23日に関西地方のみで放送された『「せのぶら!」北海道スペシャル〜北の大地で極上グルメ旅!〜』（HTBの系列局・朝日放送(ABC)制作）では、地元局のアナウンサーとして札幌ロケのガイドを務めた。
『パネルクイズ アタック25』（ABC制作の全国ネット番組）の「女性アナウンサー大会」には、2011年から2度にわたって出場している。国井とのペアで出場した2011年1月9日放送分では、元秋田朝日放送の塩地美澄・後藤明日香（共に道内出身）ペアとの連合チームで優勝するとともに、エーゲ海クルーズ10日間の旅を獲得した。大野(大野は2008年に当時先輩アナの佐藤麻美とペアを組み出場。)とのペアで「HTBチーム」として出場した2013年1月6日放送分で、19枚のパネル獲得で自身2度目の優勝するも最後の映像クイズに正解できず、2回続けての旅行獲得とはならなかった。
『ハナタレナックス』のテレビ朝日系列全国放送では、第2弾・第4弾・第5弾で進行役を担当。第2弾では、TEAM NACSの安田顕に使用済みティッシュを食べられた。
2019年3月12日放送の『イチモニ!』で、3月9日に30代の一般男性と結婚したことを発表。
2020年8月28日をもって『イチモニ!』を卒業し、HTBを退社。理由は、結婚後も続いた海外勤務の夫と遠距離生活の解消。その後、夫の赴任先と自身の移住先を中国・北京と公表した。北京に在住していた期間もフリーランスとして北海道のラジオ局やNHKの番組などに単発で出演した。
同年11月3日、Instagramを開設。
2023年6月、日本に帰国。東京都在住。
2023年7月、国井美佐が立ち上げたフリーアナウンサー事務所・VOICE（ヴォイス）に所属することを発表。10月よりSTVラジオにて『石沢綾子のTブレイク』放送開始。
2025年2月現在、台湾在住(現地確認済み)。

## 出演
- 石沢綾子のTブレイク（2023年10月 - 、STVラジオ）

### 過去の担当番組
特記のないものは、HTB制作。
- HTBニュース（不定期）
- おは天（メインキャスター 2010年3月 - 2011年3月4日） 
  - 「とれたて中継」のリポーター担当時代、（2008年10月 - 2010年3月）
- ワンサカ!（2010年4月 - 2011年3月）
- アヤコレ!（2011年1月 - 2014年3月）
- HTBスペシャルドラマ「別に普通の恋」（2013年12月14日） - ウェイトレス 役
- 西村京太郎トラベルミステリー62（2014年7月12日、テレビ朝日） - ウェイトレス 役
- HTBスペシャルドラマ「UBASUTE」（2014年12月29日） - ネットカフェの店員 役
- らぢおHTB（不定期出演、AIR-G'） - AIR-G'（エフエム北海道）とHTBのコラボレーション番組。
- 夢チカ18（ナビゲーター 2015年4月7日 - 2020年8月14日）
- イチモニ!（平日版メインキャスター 2011年3月28日 - 2020年8月28日）
- ハナタレナックス - 進行役（不定期。全国放送特番も3回担当した。）
- おにぎりあたためますか「全国制覇3周目の旅 山形県編」（2020年2月 - 4月） - MC
- 百花繚乱！麺道をゆく ～中国・黄土高原～（2023年2月23日、NHK BSプレミアム) - リポーター

### 映画
- 映画ドラえもん のび太と奇跡の島 〜アニマル アドベンチャー〜（2012年3月3日、東宝） - のんびりちゃん 役（声の出演）